# Sphenomorphus fragosus
Espèce
Statut de conservation UICN

 DD  : Données insuffisantes
Sphenomorphus fragosus est une espèce de sauriens de la famille des Scincidae.

## Répartition
Cette espèce est endémique de l'île de Bougainville en Papouasie-Nouvelle-Guinée.

## Publication originale
- Greer & Parker, 1967 : A second skink with fragmented head scales from Bougainville, Solomon Islands. Breviora, no 279, p. 1-12 (texte intégral).